# Tuamasaga
Tuamasaga – największy dystrykt Samoa, położony na wyspie Upolu. W tym dystrykcie znajduje się stolica kraju Apia. Liczba ludności: 83 191 osób (2001).